# Rhodophthitus
Rhodophthitus is een geslacht van vlinders van de familie spanners (Geometridae), uit de onderfamilie Ennominae.

## Soorten
- R. anamesa (Prout, 1915)
- R. arichanaria Fletcher D. S., 1978
- R. arichannaria Fletcher, 1978
- R. atacta Prout, 1922
- R. atricoloraria (Mabille, 1890)
- R. barlowi (Prout, 1922)
- R. betsileanus Herbulot, 1965
- R. castus Warren, 1904
- R. commaculata (Warren, 1897)
- R. formosus Butler, 1880
- R. myriostictus Prout, 1915
- R. procellosa Warren, 1905
- R. pseudabraxas Carcasson, 1964
- R. roseovittata (Butler, 1895)
- R. rudicornis (Butler, 1898)
- R. simplex Warren, 1897
- R. thapsinus Prout, 1931
- R. tricoloraria (Mabille, 1890)
- R. unca (Le Cerf, 1922)